# Information Technology Infrastructure Library

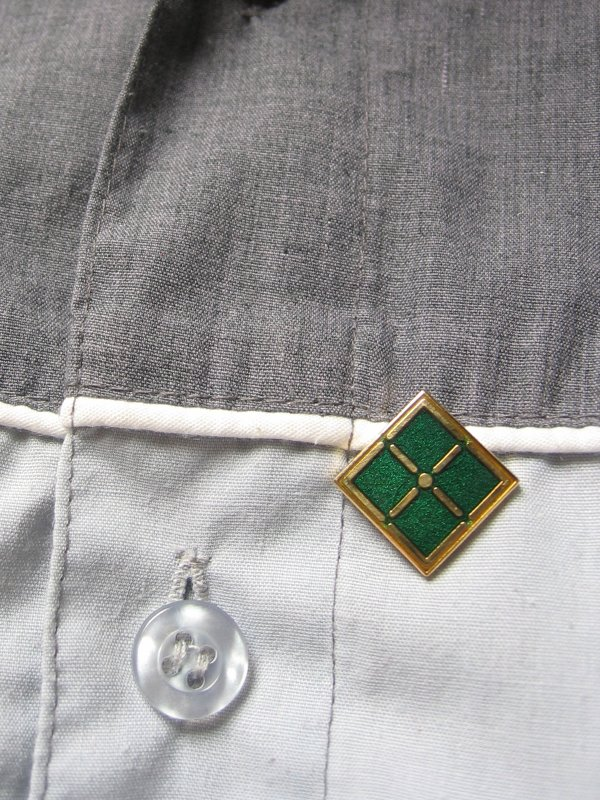
Een ITIL Foundation-certificaatspeldje.

Information Technology Infrastructure Library, meestal afgekort tot ITIL, is ontwikkeld als een referentiekader voor het inrichten van de beheerprocessen binnen een ICT-organisatie. ITIL is geen methode of model, maar eerder een reeks van best practices (beste praktijkoplossingen) en concepten, om te zorgen dat een (IT-)dienstverlener zijn werk efficiënt en effectief kan verrichten, en op die manier waardevol is voor zijn klanten en andere ketenpartners. Het resultaat van procesimplementatie met behulp van ITIL is vergelijkbaar met de ISO 9000-regulering in de niet-ICT-branche, waarbij alle onderdelen van de organisatie zijn beschreven en in een bepaalde hiërarchie qua bevoegdheid/verantwoordelijkheid zijn gerangschikt. Sinds het ontstaan van ITIL in de jaren 80 is ITIL verschillende malen vernieuwd. In 2019 werd ITIL 4 gelanceerd. 

## Beoogde voordelen van ITIL
Beoogde voordelen van ITIL zijn:
- Verbetering in dienstverlenende organisatie door gebruik van de beste praktijkoplossingen
- Verbetering in klanttevredenheid door een professionelere benadering
- Standaardisering en begeleiding
- Verhoging van de productiviteit
- Verhoging van gebruik van ervaring en vaardigheden

De beoogde voordelen worden soms niet bereikt. De belangrijkste redenen hiervoor zijn:
- Onvoldoende oog voor de bedrijfscultuur
- Onvoldoende draagvlak bij het management en de medewerkers
- Te veel vasthouden aan procedures en documenten
- Te veel procesgeoriënteerd, zodat de afnemer het gevoel heeft dat er onvoldoende betrokkenheid is.

Geslaagde ITIL-implementaties zijn gebaseerd op een veranderkundige aanpak.

## Geschiedenis

### Het ontstaan van ITIL
In reactie op de groeiende afhankelijkheid van IT ontwikkelde de Central Computer and Telecommunications Agency (CCTA), een orgaan van de Britse regering, in de jaren tachtig een reeks aanbevelingen om IT-beheerpraktijken voor alle overheidsfuncties te standaardiseren. In deze aanbevelingen werd er vanuit procesmodellen gekeken naar hoe de manier van werken gecontroleerd en beheerd kon worden. De kwaliteitscirkel van de Amerikaanse statisticus Deming vormde de inspiratie voor deze aanbevelingen. Dit leidde eind jaren 1980 tot de eerste versie van ITIL, toen nog onder de naam Government Information Technology Infrastructure Management (GITIM). Het raamwerk werd overgenomen door verschillende overheids- en commerciële instanties binnen en buiten het Verenigd Koninkrijk en groeide uit tot een dertigdelige catalogus met adviezen.

### Het jaar 2000: ITIL V2
In het jaar 2000 werd ITIL V2 geïntroduceerd. 
In 2006 werd de ITIL Versie 2 woordenlijst gepubliceerd.
Certificering voor ITIL V2 was geldig tot 2009. In dat jaar kondigde de OGC officieel aan dat de ITIL Versie 2-certificering zou worden ingetrokken en startte een grootschalig overleg over hoe verder te gaan.

### Het jaar 2007: ITIL V3
In april 2001 werd de CCTA samengevoegd tot het Office of Government Commerce (OGC), een kantoor van de Britse schatkist. OGC besteedde het beheer en de ontwikkeling van ITIL in 2006 uit aan The Stationary Office (TSO) en APMG, respectievelijk de voormalige Britse staatsdrukker en een private examenontwikkelaar. 
In mei 2007 brachten TSO en APMG ITIL Versie 3 uit (ook bekend als het ITIL Refresh Project), bestaande uit 26 processen en functies, nu gegroepeerd in slechts 5 volumes, gerangschikt rond het concept van de levenscyclusstructuur van de service. ITIL versie 3 staat nu bekend als ITIL 2007 Edition. Het grote verschil ten opzichte van versie 2 was het uitgangspunt van ITIL. Niet langer waren dit de processen, maar was dit de dienstverlening. De zogeheten Service Lifecycle vormt de kern van ITIL versie 3, en bestaat uit de volgende vijf pijlers: servicestrategie, het serviceontwerp, de servicetransitie, de serviceproductie en de continue serviceverbetering.  
In juli 2011 werd de 2011-editie van ITIL gepubliceerd, met een update van de versie die in 2007 werd gepubliceerd. De OGC wordt niet langer vermeld als de eigenaar van ITIL, na de consolidatie van OGC in het Cabinet Office. Ten opzichte van V3 bevatte deze versie slechts zeer beperkte (correctieve) wijzigingen. Deze bijgewerkte versie staat bekend als de ITIL V3 2011 Editie.

### Het jaar 2019: ITIL 4
Vanaf 2014 is ITIL in handen van Axelos, een joint venture van de Britse overheid en Capita. 
Op 18 februari 2019 werd het eerste deel van ITIL 4 gepubliceerd; het ITL Foundation-boek. Aanvullende delen van ITIL over specifieke thema's volgen de jaren erna.
Qua werkprocessen is er tussen ITIL 4 en zijn voorganger het nodige aan overeenkomsten, maar de overkoepelende visie op ITIL is sterk gewijzigd. ITIL is niet langer gedefinieerd als een levenscyclus met een vast gedefinieerd aantal functies, maar verworden tot een verzameling van beste praktijkoplossingen. Het is aan de organisatie die met ITIL werkt, om te bepalen welk van die aangedragen praktijkoplossingen er op de bedrijfsvoering van toepassing zijn, en in welke volgorde deze moeten worden uitgevoerd. Daarnaast draait het in ITIL 4 niet langer om het creëren van waarde voor anderen, maar om het creëren van waarde mét anderen. ITIL 4 richt zich ook op organisaties die via digitale transformatie andere diensten willen leveren of hun diensten anders willen leveren.

## Certificering
Voor ITIL is een certificering mogelijk, de BS 15000, ook bekend als ISO 20000.
Examinering en certificering (ITIL Certificatie Register) wordt geregeld door 2 instellingen:
- EXIN – Het Nederlandse Exameninstituut voor Informatica.
- ISEB – De Engelse Information Systems Examination Board.

## Gerelateerde methodieken
- ASL - Application Services Library, voor applicatiebeheer
- BiSL - Business Information Services  Library, voor functioneel beheer
- USM - De USM-methode: Universeel Service Management
- Een aanvulling op ITIL is CobiT: Control Objectives for Information and related Technology. Daar waar ITIL praktische inrichtingscriteria biedt, gaat het in CobiT om het treffen van de maatregelen (IT control Objectives) om het IT-proces te kunnen beheersen.
- Microsoft heeft een eigen Framework, Microsoft Operations Framework (MOF), waarin ook onderdelen van ITIL zijn opgenomen.